# Elephantini
Elephantini – plemię ssaków z podrodziny Elephantinae z rodziny słoniowatych (Elephantidae)

## Rozmieszczenie geograficzne
Plemię obejmuje jeden żyjący współcześnie gatunek występujący w Azji.

## Systematyka
Do plemienia należy jeden występujący współcześnie rodzaj:
- Elephas Linnaeus, 1758 – jedynym współcześnie występującym gatunkiem jest Elephas maximus Linnaeus, 1758 – słoń indyjski

Opisano również rodzaje wymarłe:
- Mammuthus Brookes, 1828[19]
- Palaeoloxodon Matsumoto, 1924[20]
- Stegoloxodon M. Kretzoi, 1950[21]

Taksony wymarłe o niepewnej pozycji systematycznej:
- Metarchidiskodon H.F. Osborn, 1934[22] (nomen dubium)
- Archidiskodon loxodontoides Dart, 1929[23] (nomen dubium)
- Archidiskodon milletti Dart, 1929[24] (nomen dubium)
- Archidiskodon vanalpheni Dart, 1929[25] (nomen dubium)
- Pilgrimia kuhni Dart, 1929[26] (nazwa wymagająca dalszych badań)
- Pilgrimia yorki Dart, 1929[27] (nazwa wymagająca dalszych badań)